# 馬加洛韋 (緬因州)
馬加洛韋（英語：Magalloway）是位於美國緬因州牛津縣的一個非建制地區。

## 地理
馬加洛韋所處的海拔為高於海平面429米（即1407英呎），而該地所採用的時區為UTC-5，即北美东部時區（EST）。同時該地設有夏令時間，為UTC-5調快一小時，即UTC-4（EDT）。